# Свободные люди Монтаны
«Свободные люди Монтаны» (англ. Montana Freemen) — экстремистская организация религиозного толка в США, действовавшая в 1994 — 1996 годах. Выступала за суверенитет штата Монтана и отделение от США. Пыталась организовать собственные параллельное правительство, судебную и банковскую систему.
Участники отказывались признавать федеральные органы власти и уплачивать налоги. С целью подрыва денежной системы США «Свободные люди Монтаны» выпускали фальшивые ценные бумаги и занимались подделкой денег. В 1994 году в результате использования фальшивых денежных обязательств пострадали более 100 американских банков.
В 1996 году члены группировки были блокированы правоохранительными органами на ранчо. После 81-дневной осады участники организации были арестованы и позднее приговорены к различным срокам тюремного заключения от 1 до 22,5 лет. Руководитель организации Лерой Швейцер получил 22,5 года лишения свободы и умер в заключении 20 сентября 2011 года в возрасте 73 лет.